# Scholastes hirtiventris
Scholastes hirtiventris är en tvåvingeart som beskrevs av Malloch 1942. Scholastes hirtiventris ingår i släktet Scholastes och familjen bredmunsflugor.
Artens utbredningsområde är Guam. Inga underarter finns listade i Catalogue of Life.